# Giro di Romagna 1949
Il Giro di Romagna 1949, venticinquesima edizione della corsa, si svolse l'8 maggio 1949 su un percorso di 296 km. La vittoria fu appannaggio dell'italiano Fausto Coppi, che completò il percorso in 7h46'52", precedendo i connazionali Fiorenzo Magni e Aldo Ronconi.

## Ordine d'arrivo (Top 10)
| Pos. | Corridore         | Squadra          | Tempo    |
| ---- | ----------------- | ---------------- | -------- |
| 1    | Fausto Coppi      | Bianchi-Ursus    | 7h46'52" |
| 2    | Fiorenzo Magni    | Wilier Triestina | a 3'50"  |
| 3    | Aldo Ronconi      | Viscontea        | a 7'07"  |
| 4    | Gino Bartali      | Bartali-Gardiol  | a 10'30" |
| 5    | Luciano Maggini   | Wilier Triestina | s.t.     |
| 6    | Serse Coppi       | Bianchi-Ursus    | s.t.     |
| 7    | Ugo Fondelli      | Viscontea        | s.t.     |
| 8    | Settimio Simonini | Fréjus           | s.t.     |
| 9    | Adolfo Leoni      | Legnano          | a 11'00" |
| 10   | Aldo Tosi         | Edelweiss        | s.t.     |